# Arjuna dohertyi
Arjuna dohertyi är en insektsart som beskrevs av Frederick Arthur Godfrey Muir 1934. Arjuna dohertyi ingår i släktet Arjuna och familjen Dictyopharidae. Inga underarter finns listade i Catalogue of Life.